# Chatrabus felinus
Chatrabus felinus är en fiskart som först beskrevs av Smith 1952.  Chatrabus felinus ingår i släktet Chatrabus och familjen paddfiskar. Inga underarter finns listade i Catalogue of Life.